# Roland Schwing
Roland Schwing (* 19. April 1949 in Röllbach; † 3. Oktober 2017 in Südtirol) war ein deutscher Kommunalpolitiker. Von 1986 bis 2014 war er Landrat des unterfränkischen Landkreises Miltenberg.

## Leben
Schwing studierte nach dem Abitur Wirtschaftswissenschaft an der Universität Karlsruhe. Nach seinem Diplom als Wirtschaftsingenieur im Jahr 1974 trat er als Geschäftsführer in den Fachgroßhandel seiner Eltern ein.
Seine politische Arbeit begann 1969 mit dem Eintritt in die Junge Union und in die CSU. Nachdem er bereits in der Jungen Union den Kreisvorsitz und den stellvertretenden Bezirksvorsitz innegehabt hatte, wurde er 1976 Mitglied im Vorstand des Bezirksverbandes Unterfranken seiner Partei.
Bei den Kommunalwahlen 1984 zog er erstmals als Abgeordneter in den Kreistag des Landkreises Miltenberg ein. Vom 1. November 1986 bis zum Amtsantritt seines Nachfolgers Jens Marco Scherf (Bündnis 90/Die Grünen) am 1. Mai 2014 war er Landrat. Im Mai 2002 wurde er zum Vizepräsidenten des Bayerischen Landkreistages gewählt.
Am 3. Oktober 2017 starb Schwing im Alter von 68 Jahren während eines Urlaubs in Südtirol. Am 4. August 2018 wurde die Mainbrücke Niedernberg-Sulzbach in "Roland-Schwing-Brücke" umbenannt.

## Auszeichnungen
- 2000: Verdienstkreuz am Bande des Verdienstordens der Bundesrepublik Deutschland
- 2005: Kommunale Verdienstmedaille in Silber
- 2007: Bayerischer Verdienstorden
- 2010: Bayerische Verfassungsmedaille in Silber